# Hurst Green (East Sussex)
Hurst Green is een civil parish in het bestuurlijke gebied Rother, in het Engelse graafschap East Sussex met 1481 inwoners.